# H.A.M.M.E.R.
H.A.M.M.E.R. es una agencia ficticia de espionaje, y aplicación de la ley que aparece en los cómics estadounidenses publicados por Marvel Comics. La organización está dirigida por Norman Osborn y se formó en Secret Invasion # 8 para reemplazar a S.H.I.E.L.D. La organización juega un papel importante en el Dark Reign de Marvel y las historias de Asedio que se desarrollaron desde 2008 hasta 2010.
Lo que significa "H.A.M.M.E.R", si es que representa algo, no se ha revelado. En Dark Avengers # 1, Osborn le dijo a Victoria Hand que sí representaba algo, y cuando ella le preguntó qué significaba, él le dijo a ella que "se encargara de eso". También, en el Capitán América: Reborn Prelude, cuando Sin, quien es capturada por H.A.M.M.E.R., pregunta qué significa, el agente presente dice que está clasificado y que no tiene una autorización de seguridad.

## Historial de publicación
H.A.M.M.E.R. apareció por primera vez en Secret Invasion # 8 y fue creado por Brian Michael Bendis.

## Historia
Las ramificaciones de la invasión secreta de los alienígenas Skrulls a la Tierra forzó a una reestructuración masiva en la red de defensa de los Estados Unidos. En ese momento, la agencia principal de defensa del país era S.H.I.E.L.D., dirigida por el industrial civil Tony Stark, también conocido como Iron Man. Debido a que los Skrull fueron capaces de comprometer la tecnología Stark Tech de S.H.I.E.L.D., se decidió que S.H.I.E.L.D. ya no era una organización efectiva y que Tony Stark era personalmente responsable de toda la invasión Skrull. A raíz de esta controversia, el líder de los Thunderbolts, Norman Osborn manipuló al gobierno de los Estados Unidos para que le permitiera servir como director de una agencia de reemplazo llamada H.A.M.M.E.R. bajo el liderazgo de Osborn, H.A.M.M.E.R. tenía el control administrativo de toda la Iniciativa Cincuenta Estados.
Como director de H.A.M.M.E.R., una de las primeras iniciativas de Osborn fue emitir órdenes de arresto contra el exdirector de S.H.I.E.L.D., Tony Stark y la subdirectora Maria Hill. Además, Osborn quería acceder a la base de datos que contenía las identidades de todos los héroes registrados en virtud de la Ley de registro sobrehumano. Para evitar que Osborn obtenga su información vital, Tony Stark tomó medidas para borrar todos los recursos conocidos que contienen esta información confidencial, incluida su propia mente.
Cuando Stark no se rindió ante Osborn, Norman envió contingentes de escuadrones H.A.M.M.E.R. a las instalaciones de Industrias Stark en todo el mundo con órdenes de arrestar a Tony Stark con un prejuicio extremo. Los agentes militantes causaron daños sustanciales en sus esfuerzos por encontrar a Stark, a menudo brutalizando al personal de Industrias Stark.
En un esfuerzo por hacer que la imagen de H.A.M.M.E.R. sea más aceptable para el público en general, Osborn reorganizó a los Vengadores, llenando sus filas con miembros de los Thunderbolts. Los dos miembros anteriores del equipo que permanecieron en los vengadores de Osborn fueron Sentry y Ares, el dios de la guerra. El mismo Osborn se puso su propia armadura (basada en los diseños de Stark) y se hizo conocido como Iron Patriot.
Durante el asedio de Asgard, Norman Osborn toma H.A.M.M.E.R. junto a los Vengadores Oscuros y los miembros de la “Iniciativa” que están de su parte para participar en el ataque a Asgard. El Presidente que está viendo la invasión de Asgard con su consejo de seguridad y le ordena al Secretario de Estado movilizar a todas las fuerzas militares disponibles para que sean enviadas a Broxton y que arresten a Osborn y los Vengadores Oscuros por traición. También dice que todos deben orar por un milagro, a lo que uno de los miembros del consejo comenta que cree que acaba de conseguir uno porque el Capitán América acaba de llegar y trajo a sus amigos con él. Luego, el presidente decide dejar que el Capitán América trate con Osborn y envía una orden a las fuerzas militares que llegan para que traten a H.A.M.M.E.R. mientras el ejército derriba a uno de los Helicarriers de H.A.M.M.E.R.
H.A.M.M.E.R. pronto se disuelve oficialmente. Algunos restos de la organización intentan reorganizarse después de la derrota de Osborn y contactar a Victoria Hand para conducirlos, solo para que ella dé su ubicación a los Nuevos Vengadores en su nuevo rol de enlace de S.H.I.E.L.D. H.A.M.M.E.R. es pronto rearmado por Superia. Los Nuevos Vengadores capturaron a Superia después de recibir un consejo de Victoria Hand.
Siguiendo la historia de Fear Itself, Osborn se escapa de la Balsa e incluso sale a Superia. Osborn recupera el control de H.A.M.M.E.R y gana a Madame Hydra, Gorgon y algunos agentes de A.I.M. como nuevos miembros. H.A.M.M.E.R. más tarde termina en una alianza con A.I.M. y HYDRA. Cuando Norman Osborn fue derrotado, H.A.M.M.E.R. termina disolviendo con Madame Hydra usando los miembros restantes para reforzar HYDRA.

## Miembros conocidos

### Directores
- Norman Osborn - El primer director de H.A.M.M.E.R.
- Victoria Hand - Subdirectora de H.A.M.M.E.R. Más tarde se convierte en un enlace con los Nuevos Vengadores. Muerta por Daniel Drumm.
- Deidre Wentworth - Nueva directora de H.A.M.M.E.R. después del encarcelamiento de Norman Osborn.

### Agentes
- Agente 345 - Miembro de H.A.M.M.E.R.[16]
- Agente 3465 - Miembro de H.A.M.M.E.R.[17]
- Agente 3534 - Miembro de H.A.M.M.E.R.[17]
- Agente Abrams - Miembro de H.A.M.M.E.R.[18] Muerto por Venom (Mac Gargan).[19]
- Agente Bernard - Miembro de H.A.M.M.E.R.[20]
- Agente Bullock - Miembro de H.A.M.M.E.R.[21]
- Agente Carr - Miembro de H.A.M.M.E.R.[22]
- Agente Derek Young - Miembro de H.A.M.M.E.R.[23]
- Agente Gertrude Jacks - Miembro de H.A.M.M.E.R.[24]
- Agente Walsh - Miembro de H.A.M.M.E.R.[25]
- Agente Young - un agente de HYDRA deshulkado hacia fuera que trabaja para el H.A.M.M.E.R.[26]
- Alisandra Morales - Exmiembro de S.H.I.E.L.D. Ella se convierte más tarde en un miembro de H.A.M.M.E.R.[27]
- Alvin Murphy - Miembro de H.A.M.M.E.R.[28]
- American Eagle - Temporalmente sustituido por Norman Osborn.[29]
- Collins - Miembro de H.A.M.M.E.R.[30]
- Cross - Miembro de H.A.M.M.E.R.[31]
- Derek Richardson - Un Guardia de H.A.M.M.E.R. Muerto por Eric Koenig.[32]
- Dra. Carolina Washington - Antiguamente una criminalista de S.H.I.E.L.D.[33]
- Gorgon - Se convirtió en el segundo Wolverine de la segunda encarnación de Norman Osborn de los Vengadores Oscuros.[34]
- Jaken - Miembro de H.A.M.M.E.R.[31]
- Jebediah Young - Miembro de H.A.M.M.E.R.
- Legend One - Un agente insectoide que es miembro de H.A.M.M.E.R.[26]
- Madame Hydra - [13]
- Mick - Miembro de H.A.M.M.E.R.[35]
- O'Reilly - Miembro de H.A.M.M.E.R.[36]
- Viola Reichardt - Miembro de H.A.M.M.E.R.[37]
- Violeta - Miembro de H.A.M.M.E.R.[37]

## En otros medios

### Televisión
- En la primera temporada de Agents of S.H.I.E.L.D., episodio, "The Hub", una muestra que diga "H.A.M.M.E.R." aparece en una escena en la que Phil Coulson y Skye están caminando a través de la base titular.